# Boswellia serrata
Boswellia serrata là một loài thực vật có hoa trong họ Burseraceae. Loài này được Roxb. ex Colebr. mô tả khoa học đầu tiên năm 1807.

## Hình ảnh

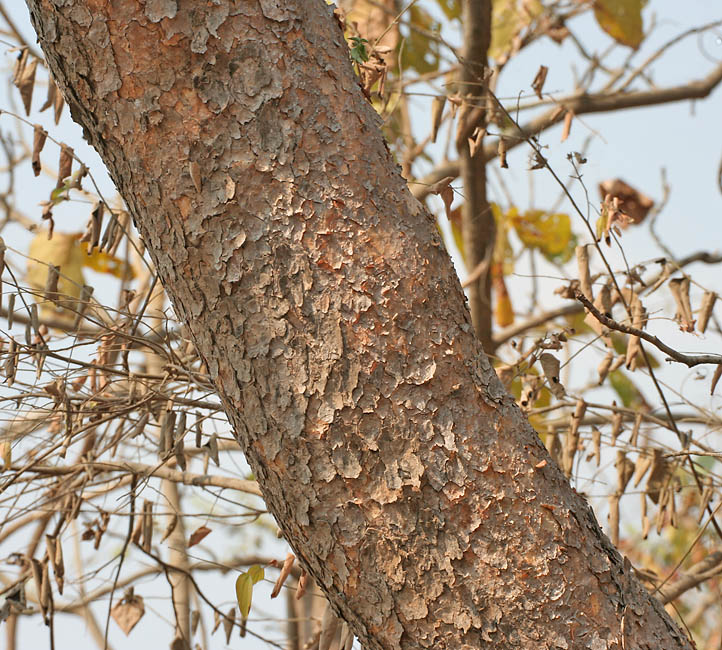
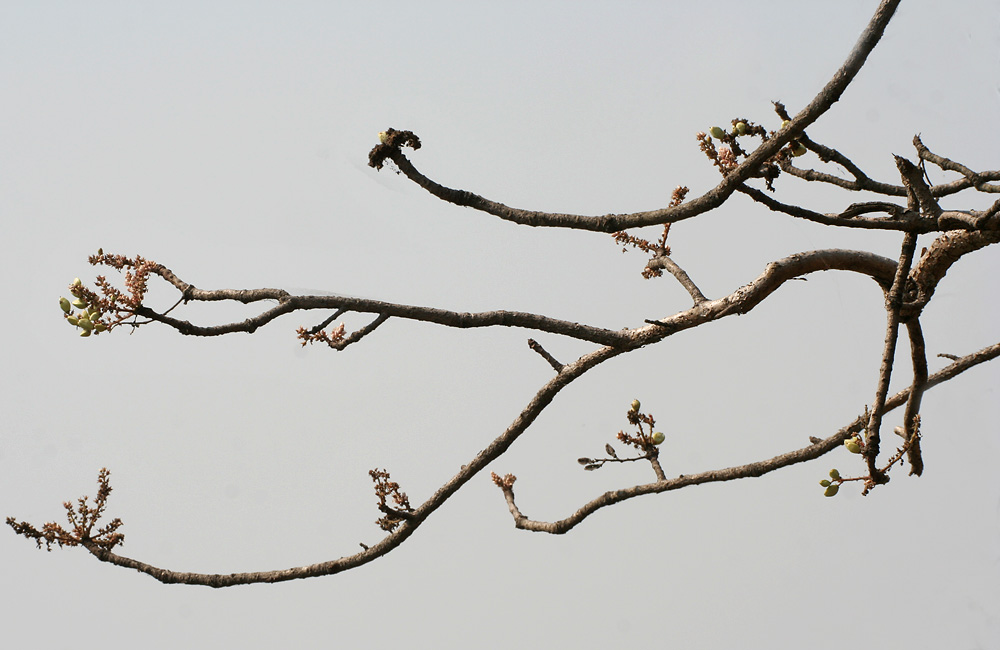
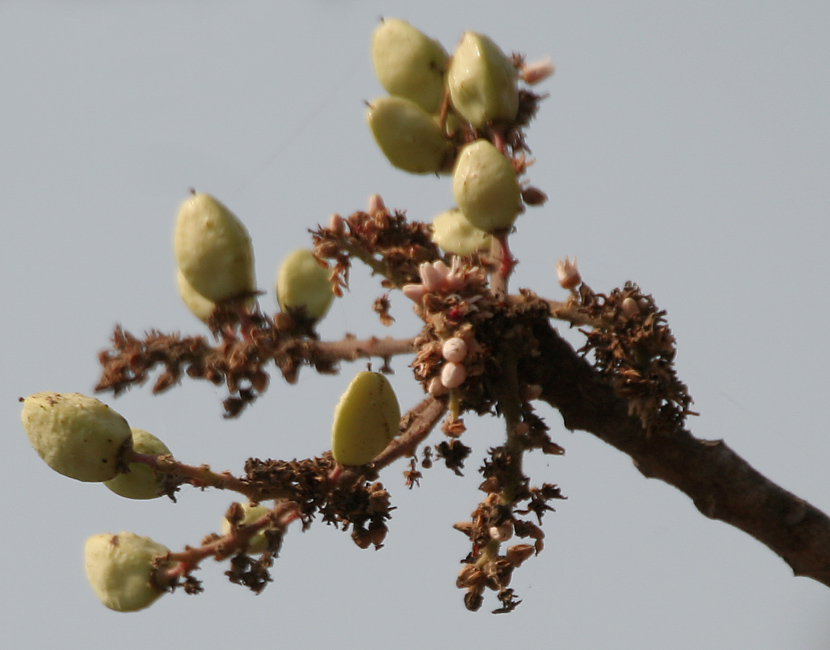